# Баранка (Худешть, Ботошань)
Баранка (рум. Baranca) — село у повіті Ботошані в Румунії. Входить до складу комуни Худешть.
Село розташоване на відстані 418 км на північ від Бухареста, 51 км на північ від Ботошань, 142 км на північний захід від Ясс.

## Населення
За даними перепису населення 2002 року у селі проживали 1044 особи, з них 1043 особи (99,9%) румунів. Усі жителі села рідною мовою назвали румунську.